# برادران (فیلم ۱۹۳۰)
برادران (انگلیسی: Brothers) فیلمی در ژانر جنایی به کارگردانی والتر لنگ است که در سال ۱۹۳۰ منتشر شد.